# Cercartetus concinnus
Cercartetus concinnus é uma espécie de marsupial da família Burramyidae.
Endêmica da Austrália.